# Beryl Reid

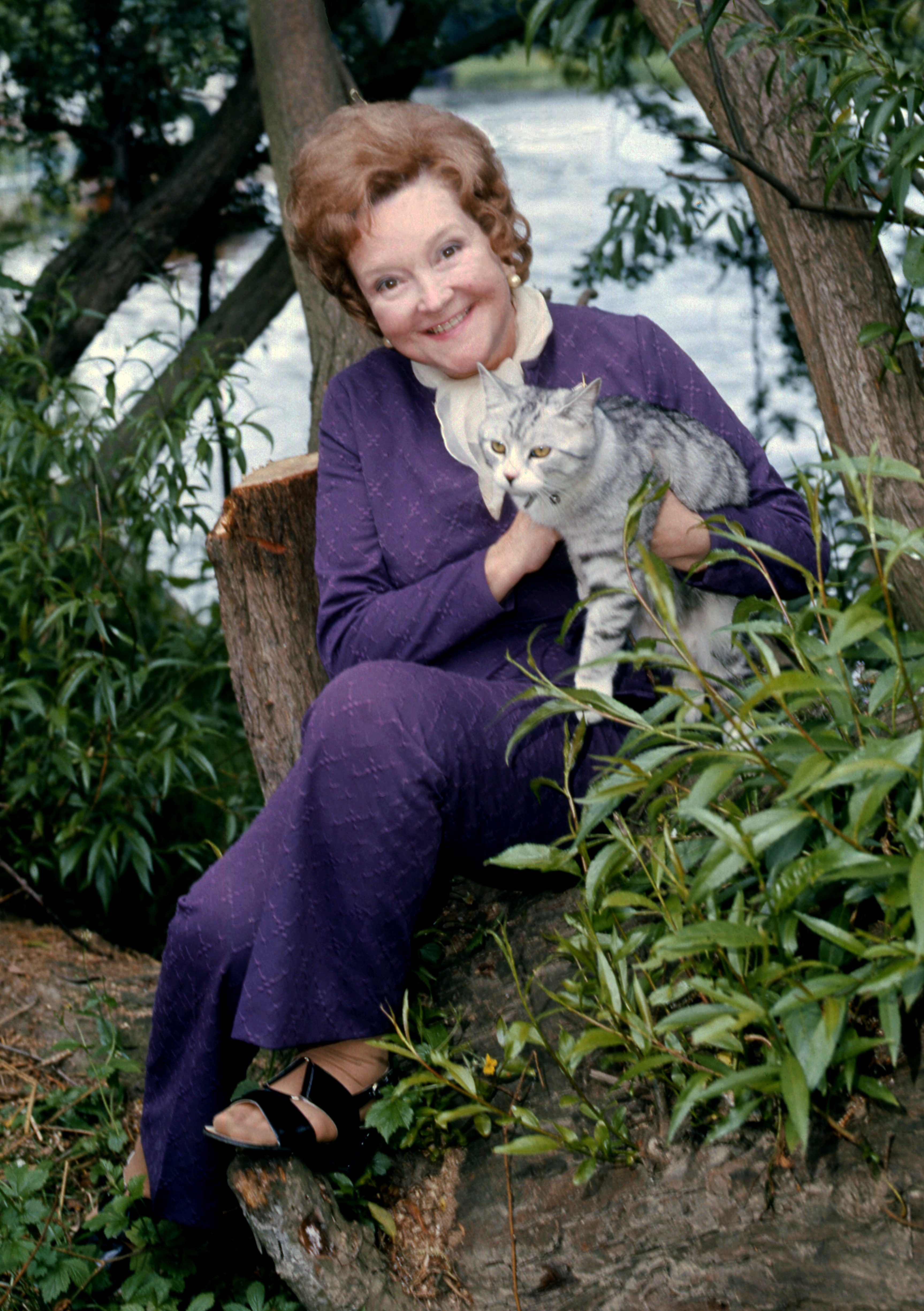
Beryl Reid

Beryl Elizabeth Reid (Hereford, 17 giugno 1919 – 13 ottobre 1996) è stata un'attrice britannica.

## Biografia
Nata nell'Herefordshire da genitori scozzesi, crebbe a Manchester. All'età di 16 anni iniziò la carriera nel mondo dello spettacolo, lavorando in seguito al Royal National Theatre e prendendo parte allo show radiofonico della BBC Radio Educating Archie.
Nel 1940 debuttò nel cinema con un ruolo non accreditato in Spare a Cooper. Negli anni sessanta prese parte a diverse serie e show TV (Bold as Brass, Before the Fringe, Beryl Reid Says Good Evening, Wink to Me Only), nonché a diversi film per il grande schermo, tra i quali Un alibi (troppo) perfetto (1960) di Robert Day, L'infallibile ispettore Clouseau? (1968) di Bud Yorkin, Un giorno... di prima mattina (1968) di Robert Wise e L'assassinio di Sister George (1968) di Robert Aldrich, di cui aveva già interpretato l'anno precedente la versione teatrale, ottenendo il Tony Award alla miglior attrice protagonista in uno spettacolo. Per questo film, ove ebbe come partner Susannah York, la Reid ottenne la candidatura al Golden Globe per la migliore attrice in un film drammatico. 
Negli anni settanta e ottanta continuò a recitare sia al cinema che in televisione. Nel 1980 fu candidata ai Premi BAFTA 1980 per Tinker Tailor Soldier Spy, mentre vinse il premio come miglior attrice televisiva nel 1983 per la sua interpretazione in Tutti gli uomini di Smiley. Le sue ultime partecipazioni risalgono agli anni novanta in alcune serie TV dell'epoca. Nel 1991 fu premiata con il British Comedy Awards alla carriera. È deceduta nel 1996, dopo l'aggravarsi di una polmonite, all'età di 77 anni.

## Filmografia parziale
- The Bells of St. Trinian's, regia di Frank Launder (1954)
- Un alibi (troppo) perfetto (Two-Way Stretch), regia di Robert Day (1960)
- The Dock Brief, regia di James Hill (1962)
- L'assassinio di Sister George (The Killing of Sister George), regia di Robert Aldrich (1968)
- L'infallibile ispettore Clouseau? (Inspector Clouseau), regia di Bud Yorkin (1968)
- Un giorno... di prima mattina (Star!), regia di Robert Wise (1968)
- Assassination Bureau, regia di Basil Dearden (1969)
- Entertaining Mr Sloane, regia di Douglas Hickox (1970)
- Frustrazione (Dr. Phibes Rises Again), regia di Robert Fuest (1972)
- Joseph Andrews, regia di Tony Richardson (1977)
- Barbagialla, il terrore dei sette mari e mezzo (Yellowbeard), regia di Mel Damski (1983)